# Марк Каплан (тенісист)
Марк Каплан (англ. Mark Kaplan; нар. 20 грудня 1967) — колишній південноафриканський тенісист.
Найвищу одиночну позицію світового рейтингу — 117 місце досяг 25 червня 1990, парну — 219 місце — 29 серпня 1994 року.
Здобув 2 одиночні та 1 парний титул.

## Фінали турнірів ATP за кар'єру

### Одиночний розряд: 1 (1 поразка)
| Легенда                         |
| ------------------------------- |
| Турніри Великого шлема (0–0)    |
| Фінали Світового туру ATP (0–0) |
| Серія Мастерс ATP (0–0)         |
| Серія турнірів ATP (0–0)        |
| Світова серія ATP (0–1)         |

| Фінали за покриттям |
| ------------------- |
| Тверде (0–0)        |
| Ґрунт (0–1)         |
| Трава (0–0)         |
| Килим (0–0)         |

| Фінали за типом корту |
| --------------------- |
| Відкритий корт (0–1)  |
| Закритий корт (0–0)   |

| Результат | В-П | Дата     | Турнір             | Рівень        | Покриття | Суперник    | Рахунок  |
| --------- | --- | -------- | ------------------ | ------------- | -------- | ----------- | -------- |
| Поразка   | 0–1 | Тра 1990 | Каява-Айленд], США | Світова серія | Ґрунт    | Девід Вітон | 4–6, 4–6 |

## Фінали ATP Челленджер і ITF Ф'ючерс

### Одиночний розряд: 3 (2–1)
| Легенда              |
| -------------------- |
| ATP Челленджер (2–1) |
| ITF Ф'ючерс (0–0)    |

| Фінали за покриттям |
| ------------------- |
| Тверде (2–1)        |
| Ґрунт (0–0)         |
| Трава (0–0)         |
| Килим (0–0)         |

| Результат | В-П | Дата     | Турнір          | Рівень     | Покриття | Суперник       | Рахунок  |
| --------- | --- | -------- | --------------- | ---------- | -------- | -------------- | -------- |
| Перемога  | 1–0 | Лип 1989 | Аптос, США      | Челленджер | Тверде   | Роббі Вайсс    | 6–4, 6–4 |
| Перемога  | 2–0 | Лис 1989 | Кейптаун, ПАР   | Челленджер | Тверде   | Деан Бота      | 6–2, 6–1 |
| Поразка   | 2–1 | Тра 1994 | Тайбей, Тайвань | Челленджер | Тверде   | Джанлука Поцці | 4–6, 0–6 |

### Парний розряд: 2 (1–1)
| Легенда              |
| -------------------- |
| ATP Челленджер (1–1) |
| ITF Ф'ючерс (0–0)    |

| Фінали за покриттям |
| ------------------- |
| Тверде (1–1)        |
| Ґрунт (0–0)         |
| Трава (0–0)         |
| Килим (0–0)         |

| Результат | В-П | Дата     | Турнір             | Рівень     | Покриття | Партнер      | Суперники                     | Рахунок       |
| --------- | --- | -------- | ------------------ | ---------- | -------- | ------------ | ----------------------------- | ------------- |
| Перемога  | 1–0 | Сер 1989 | Нью-Гейвен, США    | Челленджер | Тверде   | Браян Герроу | Крейґ Кемпбелл Мігель Дунго   | 6–4, 6–3      |
| Поразка   | 1–1 | Жов 1993 | Реюньйон, Реюньйон | Челленджер | Тверде   | Лен Бейл     | Джонатан Кантер Джефф Таранго | 4–6, 6–3, 5–7 |

## Часовий графік результатів
| W | Ф | ПФ | ЧФ | #Р | КТ | К# | DNQ | A | NH |

### Одиночний розряд
| Турніри Великого шлему                 |     |     |     |     |     |     |       |     |    |
| Відкритий чемпіонат Австралії з тенісу | К3р | 1р  | К2р | 1р  | К1р | К2р | 0 / 2 | 0–2 | 0% |
| Відкритий чемпіонат Франції з тенісу   |     |     |     |     | К1р |     | 0 / 0 | 0–0 | –  |
| Вімблдонський турнір                   | 1р  | К1р |     |     | К2р |     | 0 / 1 | 0–1 | 0% |
| Відкритий чемпіонат США з тенісу       | 1р  |     | К3р | К1р | К2р |     | 0 / 1 | 0–1 | 0% |
| В-П                                    | 0–2 | 0–1 | 0–0 | 0–1 | 0–0 | 0–0 | 0 / 4 | 0–4 | 0% |
| Тур ATP Мастерс 1000                   |     |     |     |     |     |     |       |     |    |
| Індіан-Веллс                           |     |     |     |     |     | К1р | 0 / 0 | 0–0 | –  |
| Відкритий чемпіонат Маямі з тенісу     |     |     |     |     | К1р | К2р | 0 / 0 | 0–0 | –  |
| Мастерс Канада                         |     |     |     | 1р  |     |     | 0 / 1 | 0–1 | 0% |
| Мастерс Цинциннаті                     |     |     |     | К1р |     |     | 0 / 0 | 0–0 | –  |
| В-П                                    | 0–0 | 0–0 | 0–0 | 0–1 | 0–0 | 0–0 | 0 / 1 | 0–1 | 0% |